# Lou Criger
Louis Criger (3 de fevereiro de 1872 – 14 de maio de 1934) foi um jogador profissional de beisebol da Major League Baseball que atuou como catcher pelo Cleveland Spiders, St. Louis Perfectos / Cardinals, Boston Americans / Red Sox, St. Louis Browns e New York Highlanders entre 1896 e 1912.
Criger se tornou o primeiro catcher da franquia do Boston na American League. Foi catcher na maioria das 511 vitórias de Cy Young e também em cada entrada dos oito jogos pelo Boston na primeira World Series em 1903, ajudando sua equipe a conquistar o campeonato.
Em sua carreira de 16 temporadas, teve aproveitamento ao bastão de 22,1% com 11 home runs e 342 RBIs. Criger roubou 58 bases e anotou 337 corridas. Teve 709 rebatidas na carreira em 3202 vezes ao bastão.
Embora nunca tenha sido uma estrela das grandes ligas, Criger recebeu votos para o Hall of Fame em quatro eleições da BBWAA, conseguindo no máximo 8% dos votos.